# Mansan
 Mansan  es una comuna y población de Francia, en la región de Mediodía-Pirineos, departamento de Altos Pirineos, en el distrito de Tarbes y cantón de Rabastens-de-Bigorre.
Su población en el censo de 1999 era de 54 habitantes.
Está integrada en la Communauté de communes Adour Rustan Arros.

## Demografía
| 51 | 52 | 34 | 30 | 37 | 54 |
| Para los censos de 1962 a 1999 la población legal corresponde a la población sin duplicidades (Fuente: INSEE [Consultar]) |    |    |    |    |    |